# Sarte sjæle
|  | Denne artikel er oprettet af botten Steenthbot ud fra en ekstern database. Den kan derfor have sproglige fejl eller mangler. Denne skabelon kan fjernes efter kontrol af indholdet. |

Sarte sjæle er en dansk dokumentarfilm fra 2010 instrueret af Stine Korst efter eget manuskript.

## Handling
Et følsomt portræt af fire unge med psykiske problemer. De unge fortæller om deres erfaringer med angst, skizofreni, tvangstanker, paranoia, depressioner og selvmordsforsøg. De har alle en psykiatrisk diagnose og fortæller om, hvordan det startede, om modtagelsen i det psykiatriske system, om behandlingsformer og medicin, om hvordan de lever med deres problemer og om deres forventninger til fremtiden.